# ولسوالی درزاب
ولسوالی دَرزآب به مرکزیت شهر درزاب یکی از ولسوالی‌های ولایت جوزجان در شمال افغانستان است. جمعیت آن در سال ٢٠٢٠ میلادی حدود ۵۵٬۶٣۵ نفر اعلام شده‌است.

مردم ولسوالی درزاب

ولسوالی درزآب در ۱۰۵ کیلومتری جنوب غرب شهر شبرغان موقعیت دارد. در شرق با ولسوالی صیاد در جنوب غرب با ولسوالی بلچراغ و در شمال با والسوالی قوش تپه همسرحد می باشد.